# Івар Оргланд
Івар Оргланд (норв. Ivar Orgland; 13 жовтня 1921, Осло — 16 червня 1994, Аскер) — норвезький вчений-філолог, лексикограф, перекладач і поет. Був видатним фахівцем у галузі ісландської мови та літератури. Автор перших академічних ісландсько-норвезького та норвезько-ісландського словників.

## Біографія
Івар народився в Осло 13 жовтня 1921 року. Його охрестили Карлом Іваром Свендсб'є Ольсеном на честь його батька Карла Ольсена (норв. Carl Olsen; 1860—1928) та його діда Івара Свендсб'є (норв. Ivar Svendsbøe; 1848—1927). Його батько володів і керував фірмою, яка протягом багатьох років була найбільшим транспортним підприємством Норвегії та постачальником королівського двору як для короля Оскара II, так і для короля Гокона VII. Його мати Марен Крістін «Кітті» Ольсен (норв. Maren Kristine «Kitty» Olsen; 1876—1953), уроджена Свендсб'є, походила з Вікебіге, де його батько був ленсманом і членом стортінгу. У 1944 році Івар взяв собі прізвище Оргланд.
Після закінчення середньої школи у 1939 році він вступив до Університету Осло, де у 1946 році здобув ступінь кандидата мистецтвознавства, а у 1949 році — кандидата філології зі скандинавістики. З 1950 року він працював науковим співробітником в Університеті Ісландії, у 1952 році отримав посаду ад'юнкт-професора норвезької мови. Після повернення до Норвегії у 1960 році він два роки працював учителем норвезької мови та літератури у середній школі в Нутоддені, потім з 1962 до 1969 рік був ад'юнкт-професором норвезької мови у Лундському університеті. У 1969 році в Університеті Ісландії за дисертацію про ісландського поета Стефауна з Гвітадалюра Івар Оргланд здобув докторський ступінь з ісландської літератури, ставши тим самим першим іноземцем, який захистив дисертацію в цьому університеті. З 1969 до 1973 він працював викладачем у педагогічному інституті в Осло, потім з 1973 до 1979 рік був ад'юнкт-професором ісландської мови в Університеті Осло. У 1980 році переїхав жити в Аскер, де мешкав до кінця життя. Помер 16 червня 1994 року у віці сімдесяти трьох років. Похований у Вікебігде у Віндафіорді, звідки родом його мати.
З 1945 року в Івара був бездітний шлюб з Гро Реньюм, у 1952 році він побрався з Магнгільд Сельсос (норв. Magnhild Selsås). У 1953 році у них народилася донька Корунн, у 1959 році вони стали батьками сина Арільда, наймолодша донька, Магне, народилась у 1964 році.

## Творчість
У юнацтві Івар був учнем оперного співака Сігурда Гоффа. Під час навчання в університеті він був тенором в Oslo Domkor і Sølvguttene, соло на кількох церковних концертах, а під час свого перебування в Ісландії провів кілька пісенних концертів з норвезькою програмою для ісландського радіо.
Як поет Оргланд дебютував зі збіркою віршів «Lilje og sverd» у 1950 році, а потім опублікував в цілому 15 власних збірок віршів, включно з «Anna Atlantider» (1960), «Farvegar» (1964), «Villgunna dansar» (1970) та «Nattstill fjord» (1973) та інші. Оргланд був пристрасним пропагандистом ісландської поезії та культури. Він опублікував понад 20 книг з перекладами ісландської поезії від середньовіччя до наших днів. Також він переклав збірку віршів з гутнійського наріччя та одну з фарерської мови.
У 1976 році Оргланд видав підручник ісландської мови «Við lærum íslensku» (укр. «Ми вивчаємо ісландську»), у 1981 році — навчальний посібник «Lær litt islandsk» (укр. «Трохи вчимо ісландську»). Разом з Фредеріком Раастадом він опублікував у 1985 році перший академічний ісландсько-норвезький словник, у 1993 році — норвезько-ісландський словник.
Написав двотомну біографію відомого ісландського поета-неоромантика Стефауна Сігюрдссона:
- Ivar Orgland. Stefán frá Hvítadal : maðurinn og skáldið / Baldur Jónsson, Jóhanna Jóhannsdóttir. — Reykjavík : Bókaútgáfa Menningarsjóðs, 1962. — Т. I. — 272 p.
- Ivar Orgland. Stefán frá Hvítadal og Norge : Ei gransking i norsk innverknad på ein islandsk 1900-tals lyrikar. — Oslo : Norske Samlaget, 1969. — Т. II. — 322 p.

Перший том вийшов друком в Ісландії у 1962 році у перекладі ісландською мовою Бальдюра Йоунссона та Йоуганни Йоуганнсдоттір. Другий том видали норвезькою мовою у Норвегії у 1969 році, у 1990 році опублікували в Ісландії у перекладі Стейндоура Стейндоурссона.

## Нагороди
Отримав Лицарський хрест ісландського ордену Ісландського сокола у 1955 році, у 1977 його нагородили Великим хрестом цього ордена. У 1980 році він став довічним державним степендіатом. За книгу «Dikt av islandske kvinner: frå 1700-talet til våre dagar» (укр. «Вірші ісландських жінок: З XVIII століття до наших днів») Оргланд отримав у 1986 році Бастіанську премію Норвезької асоціації перекладачів.